# Athene cretensis
Espèce
Athene cretensis est une espèce éteinte d'oiseaux strigiformes de la famille des Strigidae qui vivait au Pléistocène en Grèce.

## Aire de répartition
Cette chevêche a été découverte à Armathia et en Crète, en Grèce,.

## Paléoenvironnement
Elle vivait à l'époque géologique du Pléistocène supérieur.

## Étymologie
L'épithète spécifique est nommée en référence au lieu de sa découverte : la Crète.

## Taxinomie
Cette espèce a été décrite pour la première fois en 1982 par le naturaliste Peter D. M. Weesie.